# Wahlkreis Alpes-Maritimes I
Der Wahlkreis Alpes-Maritimes I ist ein Wahlkreis (französisch circonscription électorale) für die französische Nationalversammlung. Er umfasst einen Teil der Gemeinde Nizza (Kantone: Nizza-1, Nizza-2, Nizza-3, Nizza-4, Nizza-8 und Nizza-12).

## Ergebnisse

### Parlamentswahl 2002
| Kandidaten                                                            | Kandidaten             | Parteien                                          | 1. Wahlgang | 1. Wahlgang | 2. Wahlgang | 2. Wahlgang |
| Kandidaten                                                            | Kandidaten             | Parteien                                          | Stimmen     | %           | Stimmen     | %           |
| --------------------------------------------------------------------- | ---------------------- | ------------------------------------------------- | ----------- | ----------- | ----------- | ----------- |
|                                                                       | Jérôme Rivièregewählt  | UMP – Union pour la majorité présidentielle       | 9.015       | 26,6        | 17.303      | 58,1        |
|                                                                       | Patrick Allemand       | SOC – Parti socialiste                            | 8.827       | 26,0        | 12.458      | 41,9        |
|                                                                       | Pierre Argentieri      | FN – Front national                               | 7.691       | 22,7        |             |             |
|                                                                       | Gilbert Stellardo      | DVD – Union niçoise                               | 4.110       | 12,1        |             |             |
|                                                                       | Jacques Victor         | COM – Parti communiste français                   | 1.373       | 4,0         |             |             |
|                                                                       | Jean-Auguste Icart     | DVD – Unabh.                                      | 960         | 2,8         |             |             |
|                                                                       | Patrick Nguyen Van Gam | ECO – Unabh.                                      | 267         | 0,8         |             |             |
|                                                                       | Michel François        | ECO – Unabh.                                      | 262         | 0,8         |             |             |
|                                                                       | Virginie Heim          | MNR – Mouvement national républicain              | 260         | 0,8         |             |             |
|                                                                       | Roberte Huet           | PREP – Pôle républicain                           | 211         | 0,6         |             |             |
|                                                                       | Joël Rigolat           | ECO – Génération écologie                         | 193         | 0,6         |             |             |
|                                                                       | Olivier Sillam         | LCR – Ligue communiste révolutionnaire            | 190         | 0,6         |             |             |
|                                                                       | Christophe Ricerchi    | DVG – Unabh. (PCF Dissident)                      | 158         | 0,5         |             |             |
|                                                                       | Nicole Schligler       | LO – Lutte Ouvrière                               | 141         | 0,4         |             |             |
|                                                                       | Bernadette Bouchard    | EXG – Les Alternatifs                             | 119         | 0,4         |             |             |
|                                                                       | Danielle Lisbona       | DVD – Centre national des indépendants et paysans | 87          | 0,3         |             |             |
|                                                                       | Raymond Bellone        | DIV – Rassemblement pour la démocratie directe    | 65          | 0,2         |             |             |
|                                                                       | Jean-Marc Governatori  | DVD – Union de la droite républicaine             | 1           | 0,0         |             |             |
|                                                                       | Alain Gilabert         | DIV – Parti pied-noir                             | 0           | 0,0         |             |             |
| Gesamt                                                                | Gesamt                 | Gesamt                                            | 33.930      | 100         | 29.761      | 100         |
|                                                                       |                        |                                                   |             |             |             |             |
| Ungültige Stimmen                                                     | Ungültige Stimmen      | Ungültige Stimmen                                 | 557         | 1,6         | 1.602       | 5,1         |
| Wähler                                                                | Wähler                 | Wähler                                            | 34.487      | 56,0        | 31.363      | 50,9        |
| Wahlberechtigte                                                       | Wahlberechtigte        | Wahlberechtigte                                   | 61.562      |             | 61.563      |             |
|                                                                       |                        |                                                   |             |             |             |             |
| Quellen: Innenministerium, Ergebnis – Assemblée nationale, Kandidaten |                        |                                                   |             |             |             |             |